# Atopie

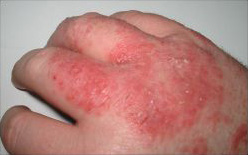
Eczeem, een voorbeeld van atopie

Atopie (Grieks: ατοπία, op de verkeerde plaats) is de aanleg van een persoon om immunoglobuline (antistoffen) van het type IgE te maken specifiek gericht tegen onschuldige stoffen die in de omgeving voorkomen, zoals huisstofmijt of pollen van gras of bomen. Dit is door een RAST (een bloedtest) of een priktest (op de huid) aan te tonen. In het bloed is de totale hoeveelheid IgE verhoogd, evenals het aantal eosinofiele granulocyten. Als de atopie klinisch manifest wordt, is het een atopische aandoening zoals astma, hooikoorts en constitutioneel eczeem. Dit zijn voorbeelden van atopische allergieën. Daarnaast bestaat er ook allergie die niets met atopie te maken heeft, zoals contactallergie.
Er lijkt bij atopie sprake te zijn van een erfelijke aandoening. Een studie heeft aangetoond dat de kans op ontwikkeling van atopisch eczeem (3%) en atopie (7%) verhoogd is met een factor twee indien een direct familielid ook atopie heeft. De erfelijkheid komt waarschijnlijk door veranderingen in enkele genen die coderen voor proteïnen die betrokken zijn bij een normaal immuunreactiemechanisme, hoewel ook factoren van buitenaf van invloed kunnen zijn. Een tiental genen lijkt een rol te spelen bij het ontstaan van atopie. Voorbeelden zijn TNFA, B2AR, ADAM33 en LTC4. Echter, ondanks de meer dan 370 studies naar genetische factoren bij atopie, kunnen nog steeds geen harde uitspraken gedaan worden over specifieke genen die atopie zouden veroorzaken. Atopische aandoeningen kunnen dodelijk zijn indien er hevige allergische reacties (anafylaxie) optreden. Potentieel fatale reacties zijn gemeld bij voedselallergieën en insectenbeten. Ernstige aanvallen van astma kunnen eveneens fataal verlopen.
De term allergie wordt vaak gebruikt in plaats van het preciezere atopische allergie of atopie. Dat is niet onlogisch, daar de bekende allergieën (hooikoorts, huisstofmijt-allergie, de meeste voedsel-allergieën, astma, atopisch eczeem) allen tot de atopische allergieën behoren. De allergische reacties treden hierbij op nadat het lichaam is blootgesteld aan verschillende allergenen, zoals bepaalde soorten voedsel, pollen of insectenbeten/steken.

## Symptomen
- Scheurtjes in de huid onder de oorlel.
- Eczeem
  - Rond de ellebogen en knieholtes
  - Eczeem rond de tepel
- Allergische rinitis
  - Bindvliesontsteking (conjunctivitis)

Naast deze ontstekingen zijn er een aantal symptomen die wijzen op een atopische aanleg:
- Keratosis pilaris - hoornvorming bij de haarzakjes, vooral buitenzijde bovenarmen
- Dennie-Morgan plooien - dubbele plooitjes onder de ogen
- Teken van Hertoghe - verlies van de buitenkant van de wenkbrauw
- Toegenomen handlijnen